# Вебер, Регина
Регина Вебер (нем. Regina Weber; род. 12 апреля 1963, Винзен) — художественная гимнастка, представлявшая на международных соревнованиях ФРГ. Бронзовый призёр Олимпийских игр 1984 в Лос-Анджелесе.

## Карьера
В 1981 году Вебер дебютировала на чемпионате мира по художественной гимнастике, на котором заняла 10-е место в многоборье. На следующем чемпионате мира 1983 года она стала 8-й.
В 1984 году художественная гимнастика впервые была представлена на Олимпийских играх. Сильнейшими спортсменками на тот момент считались гимнастки из СССР и Болгарии, однако эти страны бойкотировали игры в Лос-Анджелесе, в связи с чем главные фавориты не принимали участие в соревнованиях. На играх Регина Вебер выиграла бронзовую медаль.
Последним крупным турниром, на котором выступила Регина Вебер, стал чемпионат мира 1987 года, на котором она заняла 12-е место. Также в период с 1981 по 1986 год Вебер была победительницей почти всех национальных чемпионатов ФРГ в различных дисциплинах.

## Личная жизнь
Регина Вебер замужем за бывшим игроком сборной Сенегала по футболу Сулейманом Сане. У пары трое сыновей, каждый из которых занимался футболом:
- Ким (р. 1995) — отыграл пару сезонов в немецкой Регионаллиге. Завершил карьеру в 2017 году в возрасте 22 лет.
- Лерой (р. 1996) — игрок сборной Германии, бронзовый призёр чемпионата Европы 2016 и победитель Кубка Конфедераций 2017.
- Сиди (р. 2003) — игрок юношеской команды «Шальке 04».